# Jonathan Mensah
Ne pas confondre avec John Mensah.
Pour les articles homonymes, voir Mensah.
Jonathan Mensah, né le 13 juillet 1990 à Accra, est un footballeur international ghanéen évoluant au poste de défenseur central.
Il a évolué au Grenade CF dans le championnat de deuxième division espagnole au poste de défenseur central, en prêt de l'Udinese Calcio.
En juillet 2011, libre de tout contrat, il signe à Évian Thonon Gaillard, promu en Ligue 1.
Il a été champion du monde des moins de vingt ans en 2009, et faisait partie de la sélection ghanéenne qui a atteint les quarts de finale de la Coupe du monde 2010.

## Biographie

### En club
Jonathan rejoint le Free State Stars FC à l'intersaison 2008 en provenance du Ashanti Gold SC. En juillet 2009, il y a des spéculations sur son possible transfert au Panathinaikos, mais il décide finalement de rester dans son club Sud-Africain. En janvier 2010, après avoir signé à l'Udinese, il est prêté au Grenade CF (qui évolue alors en deuxième division espagnole) grâce au partenariat qui lie les deux clubs. Il ne peut en effet pas jouer à l'Udinese, le club ayant atteint son quota de joueurs extra-communautaires. Il participe à la montée en Liga du Grenade CF mais, à la fin de la saison, n'ayant pas reçu les garanties qu'il attendait de la part du club, il décide de partir.
Le 8 juillet 2011 Jonathan rejoint le Évian Thonon-Gaillard FC, fraîchement promu en Ligue 1, où il signe un contrat de quatre ans sans indemnité de transfert.
En février 2016, il signe en faveur du club russe d'FK Anji Makhatchkala. Moins d'un an plus tard, après seulement dix-neuf rencontres jouées en Russie, il rejoint le Crew SC de Columbus, en Major League Soccer, le 3 janvier 2017 en qualité de joueur désigné.
Après six saisons avec le Crew de Columbus, Jonathan Mensah est transféré aux Earthquakes de San José pour un montant d'allocation garanti de 200 000 dollars et pouvant atteindre 500 000 dollars selon les performances.

### En sélection de jeunes
En septembre 2009, il est sélectionné en équipe du Ghana des moins de 20 ans afin de participer à la Coupe du monde des moins de vingt ans en Égypte. Il fait bonne figure dans la compétition et dispute six rencontres en défense centrale. Malgré son tir au but manqué en finale face au Brésil (0-0, 4-3 t.a.b.), l'équipe du Ghana des moins de 20 ans devient la première équipe africaine à remporter ce tournoi.

### En sélection
Grâce à ses bonnes prestations en équipe du Ghana des moins de vingt ans il est appelé en sélection A par Milovan Rajevac (avec lequel il a été champion du monde des moins de vingt ans en 2009) à l'occasion de la CAN 2010. Il ne disputera aucun match lors de cette compétition, et devra attendre la rencontre amicale contre la Bosnie-Herzégovine, le 3 mars 2010 à Sarajevo, pour honorer sa première sélection en entrant en jeu à la 66e minute (défaite du Ghana 1-2).
Jonathan Mensah participe ensuite à la Coupe du monde de football 2010 avec la sélection ghanéenne, qui atteindra les quarts de finale de la compétition. Sur le banc de touche lors du premier match face à la Serbie (remporté 1-0 par le Ghana), il est titularisé en défense centrale lors du second match face à l'Australie (1-1). Il obtient le penalty de l'égalisation ghanéenne et l'expulsion de Harry Kewell lorsque, à la 24e, sa frappe est arrêtée de la main sur sa ligne par l'Australien. Il jouera ensuite la totalité des rencontres, au poste de défenseur central, jusqu'à l'élimination du Ghana en quart de finale par l'Uruguay (1-1, 4-2 t.a.b.).
Le 8 février, il inscrit son premier but en équipe nationale à Anvers, lors de la victoire 4-1 du Ghana contre le Togo en match amical.
Il a également été sélectionné pour participer à la Coupe d'Afrique des nations 2012.

## Statistiques
| Saison                | Club                    | Championnat           | Championnat | Championnat | Coupe nationale | Coupe nationale | Coupe de la Ligue | Coupe de la Ligue | Compétition(s) continentale(s) | Compétition(s) continentale(s) | Compétition(s) continentale(s) | Séries | Séries | Ghana | Ghana | Total | Total |
| Saison                | Club                    | Division              | M.          | B.          | M.              | B.              | M.                | B.                | Comp.                          | M.                             | B.                             | M.     | B.     | M.    | B.    | M.    | B.    |
| 2007-2008             | Ashanti Gold            | Premier League        | 29          | 2           | 0               | 0               | -                 | -                 | -                              | -                              | -                              | -      | -      | -     | -     | 29    | 2     |
| 2008-2009             | Free State Stars        | Premier Soccer League | 26          | 1           | 1               | 0               | -                 | -                 | -                              | -                              | -                              | -      | -      | -     | -     | 27    | 1     |
| 2009-2010             | Free State Stars        | Premier Soccer League | 13          | 1           | 1               | 0               | -                 | -                 | -                              | -                              | -                              | -      | -      | -     | -     | 14    | 1     |
| Sous-total            | Sous-total              | Sous-total            | 39          | 2           | 2               | 0               | -                 | -                 | -                              | -                              | -                              | -      | -      | -     | -     | 41    | 2     |
| 2009-2010             | Grenade CF (prêt)       | Segunda División B    | -           | -           | -               | -               | -                 | -                 | -                              | -                              | -                              | -      | -      | 5     | 0     | 5     | 0     |
| 2010-2011             | Grenade CF (prêt)       | Segunda División      | 15          | 1           | -               | -               | -                 | -                 | -                              | -                              | -                              | -      | -      | 5     | 1     | 20    | 2     |
| Sous-total            | Sous-total              | Sous-total            | 15          | 1           | 0               | 0               | -                 | -                 | -                              | -                              | -                              | -      | -      | 10    | 1     | 25    | 2     |
| 2011-2012             | Évian Thonon Gaillard   | Ligue 1               | 1           | 0           | -               | -               | -                 | -                 | -                              | -                              | -                              | -      | -      | 6     | 0     | 7     | 0     |
| 2012-2013             | Évian Thonon Gaillard   | Ligue 1               | 6           | 0           | -               | -               | -                 | -                 | -                              | -                              | -                              | -      | -      | 3     | 0     | 9     | 0     |
| 2013-2014             | Évian Thonon Gaillard   | Ligue 1               | 26          | 1           | -               | -               | 1                 | 0                 | -                              | -                              | -                              | -      | -      | 8     | 0     | 35    | 1     |
| 2014-2015             | Évian Thonon Gaillard   | Ligue 1               | 11          | 1           | -               | -               | 1                 | 0                 | -                              | -                              | -                              | -      | -      | 15    | 0     | 27    | 1     |
| 2015-2016             | Évian Thonon Gaillard   | Ligue 2               | 5           | 0           | 2               | 0               | -                 | -                 | -                              | -                              | -                              | -      | -      | 2     | 0     | 9     | 0     |
| Sous-total            | Sous-total              | Sous-total            | 49          | 2           | 2               | 0               | 2                 | 0                 | -                              | -                              | -                              | -      | -      | 34    | 0     | 87    | 2     |
| 2015-2016             | FK Anji Makhatchkala    | Premier-Liga          | 6           | 0           | -               | -               | -                 | -                 | -                              | -                              | -                              | 2      | 0      | 3     | 0     | 11    | 0     |
| 2016-2017             | FK Anji Makhatchkala    | Premier-Liga          | 9           | 0           | 2               | 0               | -                 | -                 | -                              | -                              | -                              | -      | -      | 3     | 0     | 14    | 0     |
| Sous-total            | Sous-total              | Sous-total            | 15          | 0           | 2               | 0               | -                 | -                 | -                              | -                              | -                              | 2      | 0      | 6     | 0     | 25    | 0     |
| 2017                  | Crew de Columbus        | MLS                   | 26          | 2           | -               | -               | -                 | -                 | -                              | -                              | -                              | 5      | 0      | 5     | 0     | 36    | 2     |
| 2018                  | Crew de Columbus        | MLS                   | 27          | 1           | -               | -               | -                 | -                 | -                              | -                              | -                              | 3      | 0      | 1     | 0     | 31    | 1     |
| 2019                  | Crew de Columbus        | MLS                   | 24          | 0           | -               | -               | -                 | -                 | -                              | -                              | -                              | -      | -      | 2     | 0     | 26    | 0     |
| 2020                  | Crew de Columbus        | MLS                   | 24          | 0           | -               | -               | -                 | -                 | -                              | -                              | -                              | 4      | 0      | -     | -     | 28    | 0     |
| 2021                  | Crew de Columbus        | MLS                   | 29          | 2           | -               | -               | -                 | -                 | LCC+CC                         | 2+1                            | 1+1                            | -      | -      | 4     | 0     | 36    | 4     |
| 2022                  | Crew de Columbus        | MLS                   | 30          | 2           | -               | -               | -                 | -                 | -                              | -                              | -                              | -      | -      | 2     | 0     | 32    | 2     |
| Sous-total            | Sous-total              | Sous-total            | 160         | 7           | -               | -               | -                 | -                 | -                              | 3                              | 2                              | 12     | 0      | 14    | 0     | 189   | 9     |
| 2023                  | Earthquakes de San José | MLS                   | 26          | 0           | -               | -               | -                 | -                 | LCup                           | 0                              | 0                              | 1      | 0      | -     | -     | 27    | 0     |
| 2024                  | New England             | MLS                   | 8           | 0           | -               | -               | -                 | -                 | CC                             | 3                              | 0                              | -      | -      | -     | -     | 11    | 0     |
| Total sur la carrière | Total sur la carrière   | Total sur la carrière | 341         | 14          | 6               | 0               | 2                 | 0                 | -                              | 6                              | 2                              | 15     | 0      | 64    | 1     | 434   | 17    |

## Palmarès
Crew de Columbus
- Vainqueur de la Coupe MLS en 2020
- Vainqueur de la Campeones Cup en 2021